# مهدي واعظي
مهدي واعظي ((بالفارسية: مهدی واعظی‏)؛ مواليد 19 يناير 1975 في آزادشهر) هو لاعب كرة قدم إيراني دولي سابق كان يلعب كحارس مرمى. مثّل منتخب إيران لكرة القدم في كأس آسيا 2000.

## روابط خارجية
- مهدي واعظي على موقع قاعدة بيانات كرة القدم.إي يو (الإنجليزية)
- مهدي واعظي على موقع ناشيونال فوتبول تيمز (الإنجليزية)
- مهدي واعظي على موقع كووورة